# Odorizace
Odorizace je přidávání ostře páchnoucích látek do topných či jedovatých plynů k signalizaci úniku těchto plynů (např. vyčištěný zemní plyn je prost zápachu). Používá se v plynárenském a chemickém průmyslu. Nejčastěji se pro odorizaci používají thioly či sulfidy (dřívějším názvoslovím merkaptany a sirníky), např. ethanthiol, tetrahydrothiofen (thiolan), nebo sulfan[zdroj?]. Pokusy s příjemnějšími pachy (například tzv. fialkovou silicí) se neosvědčily, nejlepší varovný účinek mají pachy lidem odporné.